# Pigmalió (fill de Belos)
Segons la mitologia grega, Pigmalió (en grec antic Πυγμαλίων) va ser un rei de Tir, en la Fenícia, fill de Belos (o de Mutos, segons altres genealogies) i germà de la famosa Elissa, més coneguda amb el nom de Dido a qui la tradició atribueix la fundació de Cartago, prop de Tunísia, i encara més cèlebre pels seus desgraciats amors amb el príncep troià Enees, tan sentidament narrats per Virgili en la seva Eneida.
En morir Mutos, com que Pigmalió era menor d'edat, el seu oncle Siqueu o Acerbes, espòs de Dido, governà en el seu nom. Siqueu era un home de gran crèdit, ja per ser oncle i cunyat de Pigmalió, ja per es seves enormes riqueses i el seu càrrec de gran sacerdot d'Hèrcules, dignitat que l'igualava al rei. Però, si gran era la seva autoritat, no menor era el seu afany de manar i riqueses. La seva ambició i avarícia ben aviat li comportaren l'odi del poble i de Pigmalió, el qual no li perdonava les seves riqueses i el no haver-se doblegat mai als seus capricis d'infant. Aquest odi i l'afany d'apoderar.se de les riqueses de Siqueu, armaren el braç de Pigmalió que amb la seva pròpia mà va matar el seu cunyat Siqueu, espòs de Dido, per apoderar-se dels seus tresors. Això va provocar més tard la fugida de Dido.

No obstant, Pigmalió no va poder fer-se amb les riqueses atresorades per Siqueu, doncs aquest, guiat per la seva avarícia o davant el temor d'un parany, les havia amagat en un lloc conegut només per Elissa. Coneixedora aquesta del crim del seu germà, va esquivar per algun temps la seva presència. Però desitjant fugir dels seus Estats amb  els tresors del seu difunt marit, es va reconciliar amb Pigmalió perquè res recelés del seu projecte. Quan va haver fet tots els preparatius per a la fugida, un dia li va dir: 
| « | <He donat suficient part a el dolor; Permet-me que vagi a viure amb tu à residiu á fi de que la permanència en la mia no em recordi constantment els motius de la meva tristesa.> | » |

 En aigua de roses es va banyar Pigamalió a l'escoltar a la seva germana, ja que tal decisió va creure podia posar-li en camí d'apoderar més fàcilment dels cobejats tresors. Pigmalió es va afanyar a enviar els seus criats que traslladessin a palau que posseïa la seva germana. Però Dido se les va compondre de tal manera que van decidir prendre part en la seva fugida. S'embarcaren sigil·losament les riqueses de Dido i dels seus partidaris, i es donaren tots a la vela després d'haver ofert al seu déu Melcart els acostumats sacrificis. Quan va saber Pigmalió la fugida de la seva germana no va tenir limiti de còlera, i hauria sortit en la seva persecució per matar-la, com així ho pensava, si no haguessin estat els súpliques de la seva mare i la por de tirar-se al damunt la còlera dels déus. Li anunciaren, en efecte, alguns profetes, incomptables mals si posava obstacles á la realització del projecte de Dido, de fundar una ciutat que estava destinada a ésser la més opulenta pel seu comerç i colònies.
Gracies, doncs, a tals súpliques i a tals profecies, va poder Dido fundar la ciutat de Cartago (872 aC), ciutat que amb el temps havia de ser la poderosa rival de Roma. Pigmalió va regnar a Tir fins a l'any 827 aC, any en què morí enverinat per la seua muller Astarbe, segons conten. Diuen que la seva criminal dona, li va fer beure un verí, i que no produint-li els ràpids efectes que ella esperava, li precipità la mort estrangulant-lo amb les seves pròpies mans.